# The Empire Hotel (Nueva York)
El Empire Hotel es un hotel boutique ubicado en West 63rd Street (en Broadway), en el distrito neoyorquino de Manhattan, Estados Unidos. El Empire Hotel cuenta con 426 habitaciones, incluidas 50 suites.

## En medios
El Empire Hotel ocupó un lugar destacado en la serie dramática para adolescentes de The CW, Gossip Girl, siendo propiedad del personaje Chuck Bass (Ed Westwick). En enero de 2010, se informó que el hotel había experimentado un aumento del cinco al 10 por ciento en las reservas debido a la exposición que obtuvo del espectáculo.  También se creó un menú con cócteles temáticos de Gossip Girl. 
El hotel también apareció en el episodio piloto de la serie dramática criminal de Starz Power, donde Ghost (Omari Hardwick) conoce a Felipe Lobos (Enrique Murciano). El hotel también apareció en tres películas de "levantamiento de letras" en los años 70 para Barrio Sésamo.
El letrero de neón rojo que brilla en el apartamento de Kramer en un episodio de Seinfeld parodia y se inspiró en el letrero del Empire Hotel.